# Peter Dombrowski
Peter Dombrowski (10 de junho de 1928) é um matemático alemão.
Sua área de interesse é a geometria diferencial.

## Vida
Dombrowski foi aluno de Helmut Hasse, Erhard Schmidt e Willi Rinow na Universidade Humboldt de Berlim, a acompanhou Rinow para a Universidade de Greifswald, onde foi seu assistente de 1950 a 1955.. Em 1957 obteve o doutorado na Universidade de Bonn, coma tese Zur Substitutionsregel für n-dimensionale Lebesguesche Integrale in reellen Zahlräumen und Mannigfaltigkeiten, orientado por Wolfgang Krull.. Em Bonn foi também aluno de Friedrich Hirzebruch. Em 1959 foi Moore-Instructor no Instituto de Tecnologia de Massachusetts. Esteve depois na Universidade de Bonn e a partir de 1966 tornou-se professor ordinário da Universidade de Colônia.
De 1970 a 1983 foi editor do Mathematische Annalen.

## Obras
- Wege in euklidischen Ebenen. Kinematik der Speziellen Relativitätstheorie. Eine Auswahl geometrischer Themen mit Beiträgen zu deren Ideen-Geschichte, Springer Verlag 1999
- Differentialgeometrie in G. Fischer u.a. Ein Jahrhundert Mathematik, Vieweg 1990
- Differentialrechnung I und Abriß der Linearen Algebra, BI Hochschultaschenbuch 1970
- 150 years after Gauß´ Disquisitiones generales circa superficies curvas, Asterisque, Band 62, 1979, S. 97-153
- Mitautor und Herausgeber: Vorträge über die Theorie der Umlaufszahl und ihre Anwendungen, Seminar über Topologie von Friedrich Hirzebruch 1956/57, Bonn, Mathematisches Institut